# Glasveredler
Der Glasveredler ist in Deutschland ein staatlich anerkannter Ausbildungsberuf nach Berufsbildungsgesetz und Handwerksordnung.

## Ausbildungsdauer und Struktur
Die Ausbildungsdauer zum Glasveredler beträgt in der Regel drei Jahre. Die Ausbildung erfolgt an den Lernorten Betrieb und Berufsschule. Der Beruf verfügt über drei Fachrichtungen:
- Kanten- und Flächenveredelung,
- Schliff und Gravur sowie
- Glasmalerei und Kunstverglasung.

## Arbeitsgebiete
Glasveredler nutzen chemische und mechanische Techniken, um Glas und Glaserzeugnisse zu veredeln. Sie be- und verarbeiten Glas und Glaserzeugnisse durch Sägen, Bohren, Schleifen und Polieren. Sie erstellen Entwürfe und Ornamente, Dekore sowie Schriften und Monogramme.
Haben sie die Fachrichtung Kanten- und Flächenveredelung gewählt, so bearbeiten sie Flachglas an den Flächen und Kanten durch Schliff- und Poliertechniken. Sie stellen Strahlmattierungen und Ätzungen in verschiedenen Tönen, Strukturen und Tiefen her und beschichten Oberflächen mit Silberbelag. Weiterhin verbinden sie einzelne Teile zu komplexen Glasgestaltungen und Glaskonstruktionen.
Als Experte in der Fachrichtung Schliff und Gravur beschäftigen sie sich mit Hohlglas. Sie verändern die Form, erstellen Dekore und gravieren abstrakte, florale und figurale Darstellungen in das Glas. Das können auch Wappen und Schriften sein.
In der Fachrichtung Glasmalerei und Kunstverglasung stellen sie Glasmalereien und Kunstverglasungen her. Sie bauen Glasgestaltungen und Glaserzeugnisse ein und aus und führen Reparaturarbeiten durch.

## Entstehungsgeschichte
Mit der Modernisierung der bestehenden Ausbildungsvorschriften aus dem Jahr 1989 wurden im Jahr 2004 neue Technologien und Fertigungsverfahren in die Ausbildungsordnung aufgenommen, z. B. Schmelz-, Klebe- und Fügetechniken. Die Struktur der Fachrichtungen wurde neu zugeschnitten. Die neue Ausbildungsordnung hat darüber hinaus Inhalte aus dem Glasmaler und dem Glas- und Porzellanmaler aufgenommen.

## Weiterbildungsmöglichkeiten
Aufstiegsfortbildungen:
- Glasveredlermeister
- Techniker Fachrichtung Glastechnik Schwerpunkt Glasgestaltung

## Berufsschule
In Deutschland existieren für diesen Beruf drei Berufsschulen:
- Staatliche Berufsschule für Glasberufe in Zwiesel[3]
- Staatliches Berufskolleg Glas, Keramik, Gestaltung des Landes Nordrhein-Westfalen Rheinbach[4]
- Staatliche Glasfachschule in Hadamar.[5]